# Lovers - Piccolo film sull'amore
Lovers - Piccolo film sull'amore è un film del 2017 scritto e diretto da Matteo Vicino in cui quattro storie si intrecciano e si rincorrono, con gli stessi attori che interpretano ruoli differenti.

## Trama
Giulia, Andrea, Federico e Dafne sono i protagonisti dei quattro episodi che compongono il film. Si tratta di quattro storie diverse, che declinano diverse tipologie di amore, ma che insieme si completano, mostrando come tutte le relazioni siano animate da un andamento ciclico destinato a ripetersi.
Protagonista, insieme all'ottimo cast, è la città di Bologna, che assiste impassibile e silenziosa allo svolgersi degli eventi.

## Personaggi
- Giulia: nel primo episodio è una giovane libraia sognatrice, nel secondo una intraprendente venditrice con velleità di attrice, nel terzo una moglie gelosa ai limiti del patologico, nel quarto una cameriera che si innamora di un personaggio dello star system.
- Andrea: nel primo episodio è un giovane che si scontra con le asperità di un mondo lavorativo severo e crudele, nel secondo un regista che cerca di realizzare il suo primo cortometraggio, nel terzo un uomo d'affari che si diletta a cambiare spesso compagna e nell'ultimo un affermato dj.
- Federico: nel primo episodio è un imprenditore senza scrupoli, nel secondo un commesso timido e insicuro, che si innamora della ruspante Giulia, nel terzo un fisioterapista che subisce le gelosie della moglie, nel quarto uno scrittore senza successo che si trova a fare il ghostwriter per un libro senza alcuno spessore, nato solo per sfruttare il successo di un uomo di spettacolo.
- Dafne: nel primo episodio è la segretaria di un imprenditore affermato, nel secondo la trascurata fidanzata di un giovane regista, nel terzo una bella ragazza moldava che si trova ad essere la compagna di un uomo d'affari, nel quarto la figlia di un imprenditore che gestisce un'agenzia di spettacolo e una casa editrice.

## Produzione
Il film venne girato interamente a Bologna agli inizi del 2017 e le riprese sono durate 5 settimane.

## Distribuzione
Presentato in anteprima al Fort Lauderdale International Film Festival il 9 ottobre 2017, il film è uscito nelle sale italiane il 5 aprile 2018, dopo alcune anteprime avvenute a partire dal mese di febbraio. Il film, prima di approdare in Italia, è stato proiettato in America, Portogallo e Inghilterra.

## Riconoscimenti
Il film ha ricevuto numerosi riconoscimenti, soprattutto all'estero, tra cui:
| - Fort Lauderdale International Film Festival – 2017 - Standing ovation for Best Director in a Foreign Movie - Best Director Foreign Picture - Lisbon International Film Festival - 2017 - Best Narrative Film - Crystal Palace International Film Festival London - 2017 - Best Feature Film - The Valley North Hollywood International Film Festival - 2017 - Candidatura miglior film | - Asti Film Festival - 2017 - Premio Speciale della Critica - Philadelphia Independent Awards - 2017 - Best Picture - Pulcinella Film Festival Napoli - 2017 - Gran Premio della Giuria |